# Bahnradsport-Weltmeisterschaften 1912

WM-Rennen in Newark

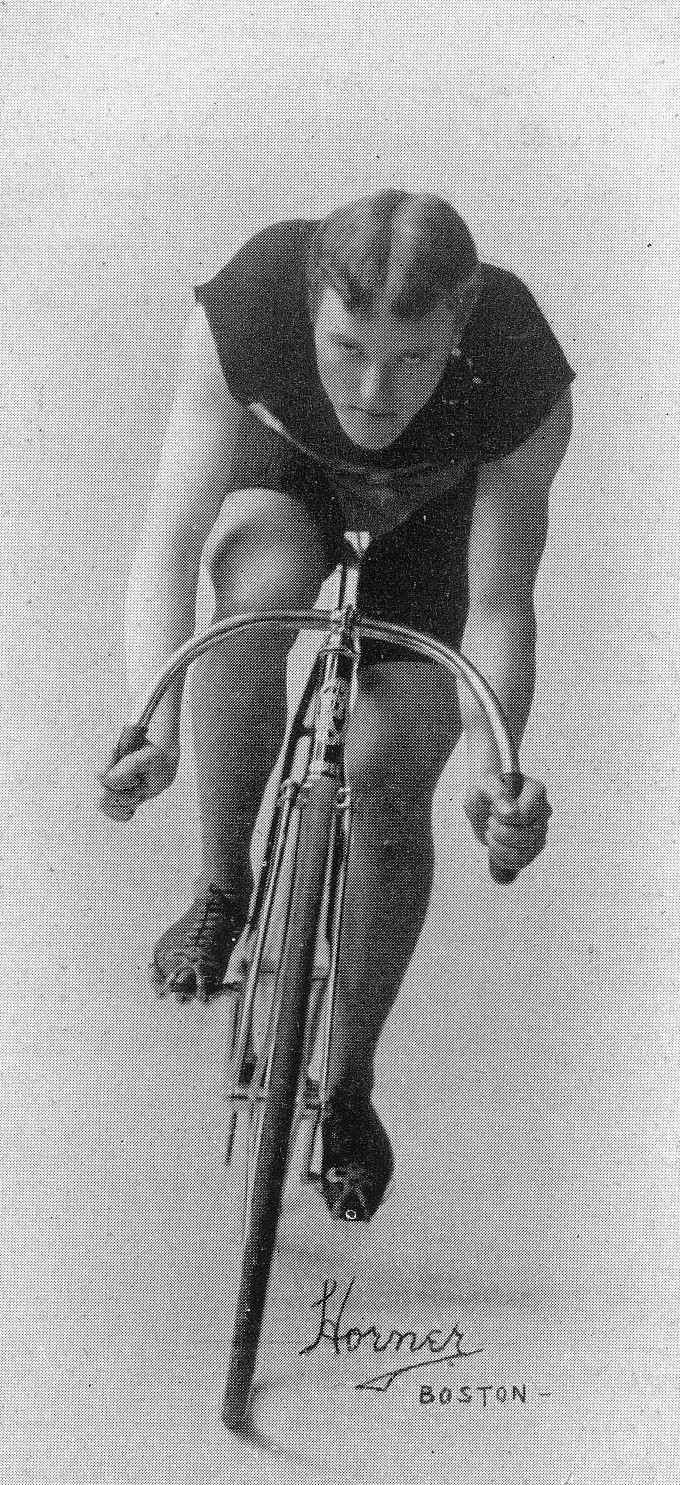
Frank Kramer gewann den Titel bei den Profi-Sprintern.

Die Bahnradsport-Weltmeisterschaften 1912 fanden vom 30. August bis 4. September 1912 auf der Radrennbahn in Newark statt. Die Renntage folgten wegen Regens nicht direkt aufeinander.
Nur wenige Starter aus Übersee nahmen an den Weltmeisterschafts-Rennen in Newark teil, weshalb auch das Echo in der deutschen Presse sehr gering war. Die Rad-Welt schrieb:

“Die Vergebung der Weltmeisterschaften an Amerika hat sich insofern als ein Missgriff erwiesen, als die Uebermacht der Amerikaner erdrückend groß ist und die Vertreter der anderen Nationen kaum Aussicht auf eine der Meisterschaften haben. Abgesehen davon war der Kongreß der U.C.I. eine Humoreske, da sich nur drei Mann einfanden [...].”

Die Steher-Weltmeisterschaft der Amateure musste gar mangels Startern ausfallen.
Berufsfahrer
| Disziplin                | Platz | Land               | Athlet          |
| ------------------------ | ----- | ------------------ | --------------- |
| Fliegerrennen über 2 km  | 1     | Vereinigte Staaten | Frank Kramer    |
|                          | 2     | Australien         | Alfred Grenda   |
|                          | 3     | Frankreich         | André Perchicot |
| Steherrennen über 100 km | 1     | Vereinigte Staaten | George Wiley    |
|                          | 2     | Vereinigte Staaten | Elmer Collins   |
|                          | 3     | Vereinigte Staaten | Jimmy Moran     |

Amateure
| Disziplin               | Platz | Land               | Athlet           |
| ----------------------- | ----- | ------------------ | ---------------- |
| Fliegerrennen über 2 km | 1     | Vereinigte Staaten | Donald McDougall |
|                         | 2     | Vereinigte Staaten | Harry Kaiser     |
|                         | 3     | Vereinigte Staaten | James Diver      |